# Autorretrato con pañuelo rojo
Autorretrato con pañuelo rojo es un óleo sobre lienzo de Max Beckmann, realizado en 1917. Se encuentra en la Galería Estatal de Stuttgart.

## Historia y descripción
El soldado médico Max Beckmann, que se había unido como voluntario al ejército alemán en la Primera Guerra Mundial con entusiasmo, experimentó los horrores de la guerra en el Frente occidental y Flandes, sufriendo un grave colapso nervioso en julio de 1915. Su visión de la guerra había cambiado drásticamente y esto se refleja en las pinturas que hizo después, que adoptaron un estilo más inquieto y expresionista. En sus propias palabras, las impresiones de la guerra le hicieron querer "encerrar las cosas indecibles de la vida en ... superficies y líneas nítidas y cristalinas".
Este autorretrato fue realizado en 1917 y refleja sus impresiones negativas de la guerra aún en curso. Mira violentamente a su izquierda. La mano derecha apoyada en la puerta abierta, donde se ve el sol y la torre de una iglesia. Su mano izquierda sobre el regazo, de canto como rechazando también esa vista, muestra lo que parece ser un estigma. La cabeza está ubicada exactamente en la intersección de la cruz de la ventana cerrada detrás. Ambos detalles identifican al artista como un mártir, mientras que al mismo tiempo el pañuelo rojo al cuello propio de los bohemios también parece representar su rebelión contra las circunstancias. Dijo en este momento: "La humildad ante Dios ha terminado. Mi religión (...) es un desafío a Dios, en mis cuadros reprendo a Dios por todo lo que hizo mal." 
La pintura fue adquirida por la Galería Estatal de Stuttgart en 1924, pero fue confiscada por el régimen nazi en 1937, durante su purga del llamado arte degenerado. Regresó a la colección del museo en 1948.